# Ганнеке Кетеларс
Ганнеке Кетеларс (нід. Hanneke Ketelaars; нар. 17 квітня 1974) — колишня нідерландська тенісистка.
Найвищу одиночну позицію світового рейтингу — 186 місце досягла 6 березня 1995, парну — 182 місце — 7 листопада 1994 року.
Здобула 2 парні титули.

## Фінали ITF
| Турніри $25,000 |
| Турніри $10,000 |

### Одиночний розряд: 2 (0–2)
| Результат | Ранг | Дата          | Турнір                       | Покриття | Суперниця    | Рахунок       |
| --------- | ---- | ------------- | ---------------------------- | -------- | ------------ | ------------- |
| Поразка   | 1.   | 3 червня 1991 | Віана-ду-Каштелу, Португалія | Ґрунт    | Анніка Нарбе | 6–3, 4–6, 2–6 |
| Поразка   | 2.   | 6 червня 1994 | Елваш, Португалія            | Тверде   | Кіррілі Шарп | 2–6, 6–1, 3–6 |

### Парний розряд: 4 (2–2)
| Результат | Ранг | Дата           | Турнір                       | Покриття | Партнерка         | Суперниці                              | Рахунок       |
| --------- | ---- | -------------- | ---------------------------- | -------- | ----------------- | -------------------------------------- | ------------- |
| Поразка   | 1.   | 29 липня 1991  | Ла-Корунья, Іспанія          | Ґрунт    | Хрістіна Захаріду | Баркан Неллі Ольга Лугіна              | 6–7(4–7), 3–6 |
| Перемога  | 1.   | 27 лютого 1994 | Рокафорт (Валенсія), Іспанія | Тверде   | Седа Норландер    | Гала Леон Гарсія Ханет Соуто           | 6–4, 6–4      |
| Поразка   | 2.   | 20 червня 1994 | Вальядолід, Іспанія          | Ґрунт    | Ленка Немечкова   | Мотідзукі Хіроко Танака Юка            | 0–6, 6–4, 2–6 |
| Перемога  | 2.   | 18 липня 1994  | Більбао, Іспанія             | Ґрунт    | Кетеліна Крістя   | Йоланда Клемот Крістіна Торренс-Валеро | 6–2, 6–1      |